# Enrique Ramírez Briancesco
Enrique Ramírez Briancesco (San José , 22 de marzo de 1962 - ibídem, 11 de diciembre de 2001) fue un cantante y compositor de rock de Costa Rica, con el dúo musical Café con Leche, en el que adoptó el nombre de Leche. 
Fue productor, publicista-creativo (ganador de premios publicitarios como: Pregonero de Bronce), psicólogo, sociólogo, profesor universitario, y director de carrera en la universidad. Fue uno de los pioneros del rock costarricense, formando parte en el inicio de una de las agrupaciones más populares e íconos de las últimas décadas en Costa Rica.

## Trayectoria

### Café con Leche
La banda es considerada una de las precursoras del rock en el país. El dúo se fundó inicialmente entre Enrique Ramírez y Daniel Ruiz en San José, Costa Rica, donde tocaban en bares bajo el nombre de Grupo Folclórico Autóctono Nacional Enajenation Now.
Debido a la tez extremadamente blanca de él, y la tez morena de Daniel, a alguien se le ocurrió denominarlos Café con Leche. Posteriormente, Ruiz abandonó a su compañero y se le unió el intérprete y autor José Capmany, cuya ascendencia cubana aportó Azúcar al Café con Leche en 1984, año en que la banda alcanzó el éxito.
En los meses siguientes, Enrique y José consolidaron el dúo, en el cual la parodia y el humor tenían tanta importancia como la parte musical. No tardaron en llamar la atención de la casa disquera Indica/CBS. Luego fortalecieron la parte musical con la participación de un trío clásico de rock, denominado Los de a bordo, conformado por el guitarrista Marcos Elizondo, el bajista Carlos Calilo Pardo y el baterista Marcelo Galli. Muchos consideran que la agrupación Café con Leche y Los de a Bordo representó para el rock costarricense un comienzo, junto a otras agrupaciones musicales de importancia como Ciclos D, Hebra, Nabil Blues, Shenuk, La Silla Eléctrica, Igni Ferroque y otros.
Según aseguró Carlos Calilo Pardo, quien fue el bajista en el primer disco de Café con Leche ("Rock", grabado en 1987), el mérito de Ramírez no era esencialmente musical: "José era el músico, mientras que lo de Enrique eran las ideas. Recuerdo de esos años que Enrique era muy lanzado y ocurrente, así que igual improvisaba un rap o se ponía a bailar break en medio concierto". 
Enrique Ramírez compuso y cantó junto a Capmany 7 de los 11 temas del primer álbum, siendo los mayores éxitos de la banda.
Sin embargo, las diferencias artísticas entre él y Capmany surgieron cuando el primero quiso seguir enfocado al humor mientras que José quería darle mayor profesionalismo al grupo. 
Así, el 31 de diciembre de 1987, Enrique anunció en un concierto en el Paradero Nahomí, en Quepos, que dejaba a Café a Leche. En ese lugar se vería la última presentación de Enrique y José juntos. 
José se unió a otros músicos y creó un nuevo Café con Leche, a partir de entonces.

### Carrera posterior
Mientras Capmany siguió con la banda y la consolidó como uno de los puntales del rock nacional, Ramírez desapareció casi por completo del ambiente artístico.
Aunque trató de volver a los escenarios con nuevos proyectos humorísticos como Enrique y los del Smog sin lograr mucho éxito, terminó por dedicarse a la publicidad, área en la que sobresalió como creativo y donde llegó a ganar varios reconocimientos nacionales.
Por otro lado, cuando varias de las canciones que grabó Café con Leche fueron reeditadas por Sony en el 2002, todo vestigio de Enrique fue borrado, y su nombre no aparece en los créditos de las piezas en las que participó.  (enlace roto disponible en Internet Archive; véase el historial, la primera versión y la última).

## Vida personal
Ramírez estudió Sociología, Teatro y Psicología en la Universidad de Costa Rica, sin que se le conociera una verdadera formación musical. Se retiró del medio artístico -por decisión propia- hacia inicios de los 90´s. Fue productor, publicista-creativo (ganador de premios publicitarios como el Pregonero de Bronce), psicólogo, sociólogo, profesor universitario, y director de carrera en la universidad. 
Su mayor logro fue el desarrollar una exitosa carrera profesional en el campo de la publicidad. Sin embargo, se cree que la ausencia de los escenarios y la falta de reconocimiento hacia su contribución al rock en Costa Rica le hicieron caer en una profunda depresión, así como adquirir una serie de problemas de tipo personal. Adicionalemnte, se le había dianosticado una enfermedad mental por un trastorno afectivo bipolar.
No obstante, según el círculo cercano que estuvo con él en su carrera publicitaria aseguró que Enrique gustaba de mantener un bajo perfil, y prefería no ser reconocido ni relacionado con Capmany.[cita requerida]
Después de algunos intentos de suicidio, finalmente Ramírez le prendió fuego a su casa el 9 de octubre de 2001, un lugar que era utilizado como base de operaciones de la Ajenzia de Alquimistas que él lideraba junto con Adriana Elias, Gina Montenegro, Alexander Villalobos, Johnny Abarca, Walter Marín y Jeremy Ayales, siendo este grupo los precursores de los Rallies de Pistas con ACOPROT (Asociación Costarricense de Profesionales en Turismo).

## Muerte
El 13 de octubre de 2001, José Capmany moría en un accidente de tránsito. Casi dos meses después, el 11 de diciembre del mismo año, Ramírez se quitaría la vida con fuego y moriría en el hospital San Juan de Dios, víctima de quemaduras de segundo y tercer grados.
Las lesiones las sufrió cuando presuntamente se roció con gasolina y luego se prendió fuego en una casa ubicada en barrio Luján, San José. 
Aunque no hubo testigos sobre el incidente, la policía encontró en la vivienda algunos escritos en los cuales se hacía referencia a diversos problemas personales que nunca trascendieron públicamente y los que, se supone, indujeron a Ramírez –de 39 años– a atentar contra su vida. Sin lugar a dudas, la cercana y repentina muerte de su antiguo compañero de banda, fue uno de los factores desencadenes de su depresión.